# Fontaine de Saracuras
La fontaine de Saracuras est une fontaine historique située sur la Praça General Osório, à Ipanema, un quartier de la ville de Rio de Janeiro. C'est un patrimoine historique classé par l'Instituto do Patrimônio Histórico e Artístico Nacional (IPHAN), le 30 juin 1938 .

## Histoire
En 1795, un Mestre Valentim a construit la fontaine dans la cour intérieure du Convento da Ajuda à la demande des sœurs du couvent, afin d'honorer le vice-roi comte de Resende, qui avait amené l'eau courante au couvent ,.
Le couvent d'Ajuda a été démoli et en 1911, le cardinal Arcoverde a fait don de la fontaine à la ville de Rio de Janeiro, qui l'a installée au centre de la place General Osório (anciennement place Ferreira Vianna) ,.
En 1961, 1967 et 1987, la fontaine subit des rénovations. Lors de la première restauration, les sculptures en bronze, qui avaient été volées, ont été remplacées et un éclairage spécial a été installé. Lors de la deuxième restauration, la fontaine a recommencé à verser de l'eau. Et lors de la troisième restauration, les sculptures en bronze, qui avaient de nouveau été volées, ont été remplacées .

## Caractéristiques
La fontaine a été construite en granit, sur une plate-forme surélevée de format circulaire, avec quatre bassins, entrecoupés d'escaliers, qui donnent accès à une deuxième plate-forme, où se trouve un grand bassin au centre, avec une pyramide étroite installée sur un cylindre, au centre de la vasque et au sommet de la pyramide une croix de fer était installée. Il y a, sur l'un des côtés de la pyramide, une plaque de marbre avec l'inscription " Fait avec la protection du plus illustre et du plus excellent seigneur comte vice-roi de l'État du Brésil, étant l'actuelle abbesse la sœur Anna Querubina de Jésus" et les armoiries du comte de Resende, installées en 1799, au-dessus du cartouche ,.
Lorsque la fontaine a été installée dans le couvent, il y avait quatre sculptures de saracuras en bronze à la base de la pyramide, qui versaient de l'eau dans la vasque, et au bord de la vasque il y avait quatre sculptures de tortues en bronze, qui versaient de l'eau dans les bassins ,.

## Source de traduction
- (pt) Cet article est partiellement ou en totalité issu de l’article de Wikipédia en portugais intitulé « Chafariz das Saracuras » (voir la liste des auteurs).